# Bolchoï Karaman
Pour les articles homonymes, voir Karaman (homonymie).

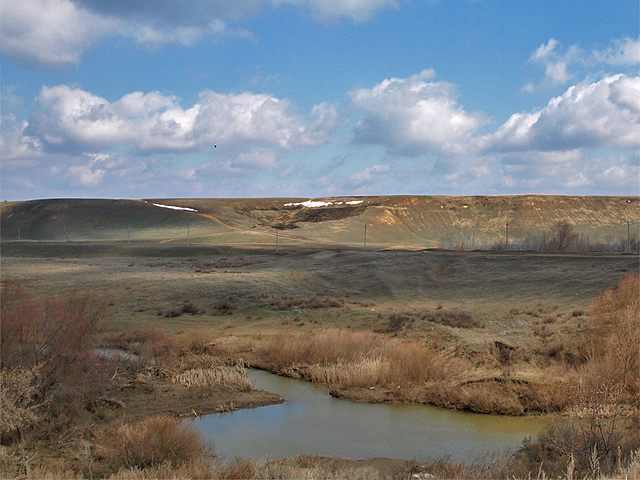
Le Bolchoï Karaman, près de Sovietskoïe (ex Marienthal)

Le Bolchoï Karaman (Большой Караман, Grand Karaman) est une rivière de Russie, dans l'oblast de Saratov. C'est un affluent gauche de la Volga.

## Géographie
Le Bolchoï Karaman prend sa source dans les contreforts de l'Obchtchy Syrt dans la partie orientale du raïon de Marx, un peu plus bas que le village de Yablonia (qui regroupait autrefois les colonies agricoles d'Elansky et de Babova). Il coule d'abord en direction du sud-ouest, et près du village de Stepnoïe il se dirige vers le nord-ouest. Ensuite il débouche sur la rive gauche du réservoir de Volgograd entre les villages d'Oust-Karaman et de Krasnaïa Poliana. Le lit de la rivière dans son cours moyen et inférieur est plutôt sinueux et ses rives sont escarpées. À son embouchure dans le réservoir de Volgograd, il forme une petite baie (au kilomètre 2110 du cours de la Volga) avec le Maly Karaman qui s'y jette aussi du nord-est.
En période de pleines eaux, la longueur du Bolchoï Karaman atteint 220 kilomètres; en été les hauteurs de la rivière s'assèchent et elle atteint environ entre 195 et 198 kilomètres. La rivière est alimentée principalement par la fonte des neiges et s'écoule sur des terres argileuses.

### Affluents
- Droits: Mietchetka , Soussly.
- Gauches: Nakhoï, Griaznoukha.

### Localités traversées
Cette région abritait autrefois de nombreux villages de colons d'origine allemande.
- Raïon de Marx: Yablonia, Soussly, Raskatovo, Fourmanovka, Lougovskoïe, Zvonarovka, Krasnaïa Poliana, Pavlovka.
- Raïon de Fiodorovka: Poliévodino, Piérvomaïskoïé, Marinovka, Sierpogorskoïé, Fiodorovka, Vosskressiénka, Romanovka, Penzenka, Tchkalovo, Kalouga, Tambovka.
- Raïon de Sovietskoïé: Novolipovka, Stepnoïé, Sovietskoïé.
- Raïon d'Engels: Lipovka, Ossipovka, Staritskoïé, Léninskoïé, Oust-Karaman.